# Triskelion
Triskelion (grč.  — „tri noge”) je simbol koji se sastoji od tri spirale koje se međusobno zatvaraju, tri savijene ljudske noge ili bilo koji drugi simbol sa tri simetrična nastavka.
Triskelion je najprepoznatljiviji kao simbol na zastavama Ostrva Men i Sicilije.

## Galerija
- Zastava Ostrva Men
- Grb moldavskog sela Sărata-Galbenă
- Grb nemačkog grada Haren
- Grb nemačkog grada Fisena
- Zastava Ingušetije
- Grb ministarstva za promet SAD
- BDSM simbol
- Zastava Afrikanerskog pokreta otpora
- Korejski simbol

## Literatura
- Stephen Burrow: The Neolithic Culture of the Isle of Man: A Study of the Sites and Pottery. 1998
- Ulrike Katrin Peters, Karsten-Thilo Raab: Isle of Man. 2007. ISBN 978-3-939408-02-4.. Westflügel Verlag. .
- Norman Jones: Scenes from the Past 17: Isle of Man Railways and Tramways Part I, The Isle of Man Railway. 1993. ISBN 978-1-870119-22-1. Foxline Publishing. .
- Norman Jones: Scenes from the Past 18: Isle of Man Railways and Tramways Part II, The Isle of Man Tramway. 1994. ISBN 978-1-870119-32-0. Foxline Publishing. .
- Richard Kirkman, Peter van Zeller: Isle of Man Railways. 1993. ISBN 978-0-9521624-0-7. Raven Books. Ravenglass, Cumbria. .